# Episema hispana
Episema hispana là một loài bướm đêm trong họ Noctuidae.